# Relaciones Israel-Paraguay
Las relaciones Israel–Paraguay son las relaciones internacionales entre el Estado de Israel y la República del Paraguay. Israel y Paraguay tienen relaciones diplomáticas plenas, y cada país está representado por una embajada completa en la otra.

## Historia
En 1947, Paraguay fue uno de los treinta y tres países que votaron por el Plan de Partición de las Naciones Unidas para Palestina, lo que abrió paso a la creación de Israel. Los dos países iniciaron relaciones diplomáticas en 1949.
La embajada de Israel en Asunción fue cerrada en 2002 debido a recortes presupuestarios, aunque los profesionales legales en Israel alegaron que era por motivos religiosos. Fue reabierto en julio de 2015. En 2005, la embajada paraguaya en Mevasseret Zion fue cerrada, también debido a restricciones presupuestarias, y reabrió en 2013 en Herzliya. Además, desde mayo de 2018, la embajada se encuentra en Jerusalén. En septiembre de 2018, el presidente Mario Abdo Benítez decide volver a mudar la embajada a Tel Aviv. En respuesta, el primer ministro israelí, Benjamin Netanyahu, anunció el cierre de su embajada en Paraguay.
En diciembre de 2024, la embajada de Paraguay en Israel fue trasladada devuelta a Jerusalén.

## Ayuda extranjera
En enero de 2016, Israel envió ayuda para ayudar al Paraguay a hacer frente a las fuertes inundaciones que habían tenido lugar allí y había desplazado a unas 100.000 personas. En junio de 2016, Netafim envió sistemas avanzados de riego por goteo para ayudar a Paraguay con una sequía a través de la embajada de Israel en Asunción.

## Relaciones comerciales
Las exportaciones de Israel a Paraguay totalizaron US $ 6,69 millones en 2014, centrándose en la electrónica y los minerales. Las exportaciones de Paraguay a Israel en el mismo año totalizaron US $ 145 millones, compuestos casi exclusivamente de carne congelada y soja.
In 2005, when Israel's exports to Paraguay totaled US $2.5 million, the two countries signed a mutual export agreement, which stipulated that each country would help increase mutual trade. In 2010, Israel and Paraguay also agreed to cooperate on agriculture and signed as customs agreement.
En el año 2015 se informó que el ejército paraguayo compró un número de ametralladoras livianas de las industrias de armas de Israel.

## Visitas de alto nivel
- En noviembre de 2005, el vicepresidente Luis Castiglioni, de Paraguay realizó una visita oficial a Israel.[1]
- En noviembre de 2013, el ministro paraguayo de la industria y el comercio (Gustavo Leite) visitó Israel para su conferencia de la tecnología del agua de WATEC, como invitado del entonces ministro de economía Naftali Bennett.[14]
- En julio de 2016, el presidente Horacio Cartes hizo una visita oficial a Israel, la primera por un presidente paraguayo. Entre otras cosas, firmó un memorándum de entendimiento bajo el cual Israel ayudaría tecnológicamente a Paraguay.[15]